# The hands of man
The hands of man is een studioalbum van Chris de Burgh, De Burgh kondigde het album al aan tijdens zijn promotietournee voor Home in 2013. De titel verwijst, aldus De Burgh tijdens die tournee, dat mensenhanden een leven kunnen maken en breken. Het daaropvolgende uitgevoerde lied The fields of Agincourt sloot aan op die uitleg; het gaat over de Slag bij Azincourt tussen Engeland en Frankrijk. Het album werd op de grens tussen september en oktober 2014 uitgegeven. Het album werd opgenomen in British Grove, Stanley House en diverse geluidsstudio’s in Ierland. 
Het album verkocht goed in Duits sprekende landen met een toppositie nummer 8 in twaalf weken notering in Duitsland. In Nederland stond het twee weken genoteerd in de Album Top 100, hoogste plaats 45; in België haalde het de Top 100 niet. In Engeland stond het een week op plaats 71.

## Musici
- Chris de Burgh – zang, piano, gitaar
- Nigel Hopkins – toetsinstrumenten, arrangementen
- Neil Taylor – Phil Palmer – gitaar
- Ed Poole – basgitaar
- Geoff Dugmore – drumstel
- Jakko Jakszyk, Ffion Wilkins – achtergrondzang
- Mark White – trompet
- Jay Graig – basklarinet
- Geoffrey Richardson - tenorbanjo, viool, altviool

## Muziek
Alles geschreven door De Burgh

| Nr. | Titel                                                                           | Duur |
| --- | ------------------------------------------------------------------------------- | ---- |
| 1.  | Sunrise (The hands of man)                                                      | 3:23 |
| 2.  | Sunrise (There goes my heart again)                                             | 3:26 |
| 3.  | Sunrise (Where would I be?)                                                     | 4:01 |
| 4.  | Sunrise (The ghost of old king Richard)                                         | 2:54 |
| 5.  | Sunrise (The candlestick)                                                       | 3:42 |
| 6.  | Sunrise (Through these eyes)                                                    | 3:02 |
| 7.  | Sunrise (The keeper of the keys)                                                | 4:54 |
| 8.  | Meridiem                                                                        | 2:08 |
| 9.  | Sunset (Letting go)                                                             | 3:18 |
| 10. | Sunset (When the dream is over)                                                 | 3:36 |
| 11. | Sunset (Empty rooms)                                                            | 3:36 |
| 12. | Sunset (The bridge)                                                             | 4:20 |
| 13. | Sunset (The fields of Agincourt: The call to arms; The battle joined; Victory!) | 5:05 |
| 14. | Sunset (One more goodbye)                                                       | 3:17 |

Er werd tegelijkertijd een luxe editie uitgegeven met daarbij een dvd, die een gedeeltelijke registratie liet zien van een concert in Liverpool en video’s van Keeper of the keys, There goes my heart again en Big city sundays. Daarboven was een kijkje tijdens de opnamen van het album te zien. Tijdens Live in Liverpool spelen De Burgh en zijn band: The road to freedom, Missing you, Go where you’re heart believes, There goes my heart again, Borderline, Spirit, Spanish train, The lady in red, Don't pay the ferryman, High on emotion en One more goodbye. 